# Catawba (Caroline du Sud)
Pour les articles homonymes, voir Catawba.
Catawba est une census-designated place située dans le comté de York, dans l’État de Caroline du Sud, aux États-Unis. Lors du recensement de 2020, elle comptait 1 301 habitants.